# Třebůvka
 (janvier 2016).
Si vous disposez d'ouvrages ou d'articles de référence ou si vous connaissez des sites web de qualité traitant du thème abordé ici, merci de compléter l'article en donnant les références utiles à sa vérifiabilité et en les liant à la section « Notes et références ».
La Třebůvka est une rivière de Tchéquie de 48 km de long qui coule dans la région de Pardubice. Elle est un affluent de la Morava et donc un sous-affluent du Danube.